# Trajetória do New York Knicks na National Basketball Association
Nota: V: Vitórias; D: Derrotas; %: Porcentagem em Aproveitamento
| Temporada       | V    | D    | %    | Playoffs                                                                                | Resultado                                                                                  |
| --------------- | ---- | ---- | ---- | --------------------------------------------------------------------------------------- | ------------------------------------------------------------------------------------------ |
| New York Knicks |      |      |      |                                                                                         |                                                                                            |
| 1946–47         | 33   | 27   | .550 | Vence 1ª Rodada Perde Finais Conferência                                                | New York 2, Cleveland 1 Philadelphia 2, New York 0                                         |
| 1947–48         | 26   | 22   | .542 | Perde 1ª Rodada                                                                         | Baltimore 2, New York 1                                                                    |
| 1948–49         | 32   | 28   | .533 | Vence 1ª Rodada Perde Finais Conferência                                                | New York 2, Baltimore 1 Washington 2, New York 1                                           |
| 1949–50         | 40   | 28   | .588 | Vence 1ª Rodada Perde Finais Conferência                                                | New York 2, Washington 0 Syracuse 2, New York 0                                            |
| 1950–51         | 36   | 30   | .545 | Vence 1ª Rodada Vence Finais Conferência Perde Finais NBA                               | New York 2, Boston 0 New York 3, Syracuse 2 Rochester 4, New York 3                        |
| 1951–52         | 37   | 29   | .561 | Vence 1ª Rodada Vence Finais Conferência Perde Finais NBA                               | New York 2, Boston 1 New York 3, Syracuse 1 Minneapolis 4, New York 3                      |
| 1952–53         | 47   | 23   | .671 | Vence 1ª Rodada Vence Finais Conferência Perde Finais NBA                               | New York 2, Baltimore 0 New York 3, Boston 1 Minneapolis 4, New York 1                     |
| 1953–54         | 44   | 28   | .611 | Round-Robin Round-Robin                                                                 | Syracuse 2, New York 0 Boston 2, New York 0                                                |
| 1954–55         | 38   | 34   | .528 | Perde 1ª Rodada                                                                         | Boston 2, New York 1                                                                       |
| 1955–56         | 35   | 37   | .486 | Perde 1ª Rodada                                                                         | Syracuse 1, New York 0                                                                     |
| 1956–57         | 36   | 36   | .500 |                                                                                         |                                                                                            |
| 1957–58         | 35   | 37   | .486 |                                                                                         |                                                                                            |
| 1958–59         | 40   | 32   | .556 | Perde 1ª Rodada                                                                         | Syracuse 2, New York 0                                                                     |
| 1959–60         | 27   | 48   | .360 |                                                                                         |                                                                                            |
| 1960–61         | 21   | 58   | .266 |                                                                                         |                                                                                            |
| 1961–62         | 29   | 51   | .363 |                                                                                         |                                                                                            |
| 1962–63         | 21   | 59   | .263 |                                                                                         |                                                                                            |
| 1963–64         | 22   | 58   | .275 |                                                                                         |                                                                                            |
| 1964–65         | 31   | 49   | .388 |                                                                                         |                                                                                            |
| 1965–66         | 30   | 50   | .375 |                                                                                         |                                                                                            |
| 1966–67         | 36   | 45   | .444 | Perde 1ª Rodada                                                                         | Boston 3, New York 1                                                                       |
| 1967–68         | 43   | 39   | .524 | Perde 1ª Rodada                                                                         | Syracuse 4, New York 2                                                                     |
| 1968–69         | 54   | 28   | .659 | Vence 1ª Rodada Perde Finais Conferência                                                | New York 4, Baltimore 0 Boston 4, New York 2                                               |
| 1969–70         | 60   | 22   | .732 | Vence 1ª Rodada Vence Finais Conferência Vence Finais NBA                               | New York 4, Baltimore 3 New York 4, Milwaukee 1 New York 4, Los Angeles 3                  |
| 1970–71         | 52   | 30   | .634 | Vence 1ª Rodada Perde Finais Conferência                                                | New York 4, Atlanta 1 Baltimore 4, New York 3                                              |
| 1971–72         | 48   | 34   | .585 | Vence 1ª Rodada Vence Finais Conferência Perde Finais NBA                               | New York 4, Baltimore 2 New York 4, Boston 1 Los Angeles 4, New York 1                     |
| 1972–73         | 57   | 25   | .695 | Vence 1ª Rodada Vence Finais Conferência Vence Finais NBA                               | New York 4, Baltimore 1 New York 4, Boston 3 New York 4, Los Angeles 1                     |
| 1973–74         | 49   | 33   | .598 | Vence 1ª Rodada Perde Finais Conferência                                                | New York 4, Capital 3 Boston 4, New York 1                                                 |
| 1974–75         | 40   | 42   | .488 | Perde 1ª Rodada                                                                         | Houston 2, Boston 1                                                                        |
| 1975–76         | 38   | 44   | .463 |                                                                                         |                                                                                            |
| 1976–77         | 40   | 42   | .488 |                                                                                         |                                                                                            |
| 1977–78         | 43   | 39   | .524 | Vence 1ª Rodada Perde Semi-finais Conferência                                           | New York 2, Cleveland 0 Philadelphia 4, New York 0                                         |
| 1978–79         | 31   | 51   | .378 |                                                                                         |                                                                                            |
| 1979–80         | 39   | 43   | .476 |                                                                                         |                                                                                            |
| 1980–81         | 50   | 32   | .610 | Perde 1ª Rodada                                                                         | Chicago 2, New York 0                                                                      |
| 1981–82         | 33   | 49   | .402 |                                                                                         |                                                                                            |
| 1982–83         | 44   | 38   | .537 | Vence 1ª Rodada Perde Semi-finais Conferência                                           | New York 2, New Jersey 0 Philadelphia 4, New York 0                                        |
| 1983–84         | 47   | 35   | .537 | Vence 1ª Rodada Perde Semi-finais Conferência                                           | New York 3, Detroit 2 Boston 4, New York 3                                                 |
| 1984–85         | 24   | 58   | .293 |                                                                                         |                                                                                            |
| 1985–86         | 23   | 59   | .280 |                                                                                         |                                                                                            |
| 1986–87         | 24   | 58   | .293 |                                                                                         |                                                                                            |
| 1987–88         | 38   | 44   | .463 | Perde 1ª Rodada                                                                         | Boston 3, New York 1                                                                       |
| 1988–89         | 52   | 30   | .634 | Vence 1ª Rodada Perde Semi-finais Conferência                                           | New York 3, Philadelphia 0 Chicago 4, New York 2                                           |
| 1989–90         | 45   | 37   | .549 | Vence 1ª Rodada Perde Semi-finais Conferência                                           | New York 3, Boston 2 Detroit 4, New York 1                                                 |
| 1990–91         | 39   | 43   | .476 | Perde 1ª Rodada                                                                         | Chicago 3, New York 0                                                                      |
| 1991–92         | 51   | 31   | .622 | Vence 1ª Rodada Perde Semi-finais Conferência                                           | New York 3, Detroit 2 Chicago 4, New York 3                                                |
| 1992–93         | 60   | 22   | .732 | Vence 1ª Rodada Vence Semi-finais Conferência Perde Finais Conferência                  | New York 3, Indiana 1 New York 4, Charlotte 1 Chicago 4, New York 2                        |
| 1993–94         | 57   | 25   | .695 | Vence 1ª Rodada Vence Semi-finais Conferência Vence Finais Conferência Perde Finais NBA | New York 3, New Jersey 1 New York 4, Chicago 3 New York 4, Indiana 3 Houston 4, New York 3 |
| 1994–95         | 55   | 27   | .671 | Vence 1ª Rodada Perde Semi-finais Conferência                                           | New York 3, Cleveland 1 Indiana 4, New York 3                                              |
| 1995–96         | 47   | 35   | .573 | Vence 1ª Rodada Perde Semi-finais Conferência                                           | New York 3, Cleveland 0 Chicago 4, New York 1                                              |
| 1996–97         | 57   | 25   | .695 | Vence 1ª Rodada Perde Semi-finais Conferência                                           | New York 3, Charlotte 0 Miami 4, New York 3                                                |
| 1997–98         | 43   | 39   | .524 | Vence 1ª Rodada Perde Semi-finais Conferência                                           | New York 3, Miami 2 Indiana 4, New York 1                                                  |
| 1998–99†        | 27   | 23   | .540 | Vence 1ª Rodada Vence Semi-finais Conferência Vence Finais Conferência Perde Finais NBA | New York 3, Miami 2 New York 4, Atlanta 0 New York 4, Indiana 2 San Antonio 4, New York 1  |
| 1999–2000       | 50   | 32   | .610 | Vence 1ª Rodada Vence Semi-finais Conferência Perde Finais Conferência                  | New York 3, Toronto 0 New York 4, Miami 3 Indiana 4, New York 2                            |
| 2000–01         | 48   | 34   | .585 | Perde 1ª Rodada                                                                         | Toronto 3, New York 2                                                                      |
| 2001–02         | 30   | 52   | .366 |                                                                                         |                                                                                            |
| 2002–03         | 37   | 45   | .451 |                                                                                         |                                                                                            |
| 2003–04         | 39   | 43   | .476 | Perde 1ª Rodada                                                                         | New Jersey 4, New York 0                                                                   |
| 2004–05         | 33   | 49   | .402 |                                                                                         |                                                                                            |
| 2005–06         | 23   | 59   | .280 |                                                                                         |                                                                                            |
| 2006-07         | 33   | 49   | .402 |                                                                                         |                                                                                            |
| 2007-08         | 23   | 59   | .280 |                                                                                         |                                                                                            |
| Totales         | 2422 | 2414 | .501 |                                                                                         |                                                                                            |
| Playoffs        | 179  | 171  | .511 | 2 Campeonatos da NBA 8 Títulos de Conferência 8 Títulos de Divisão                      | 2 Campeonatos da NBA 8 Títulos de Conferência 8 Títulos de Divisão                         |